# Odontologia forense

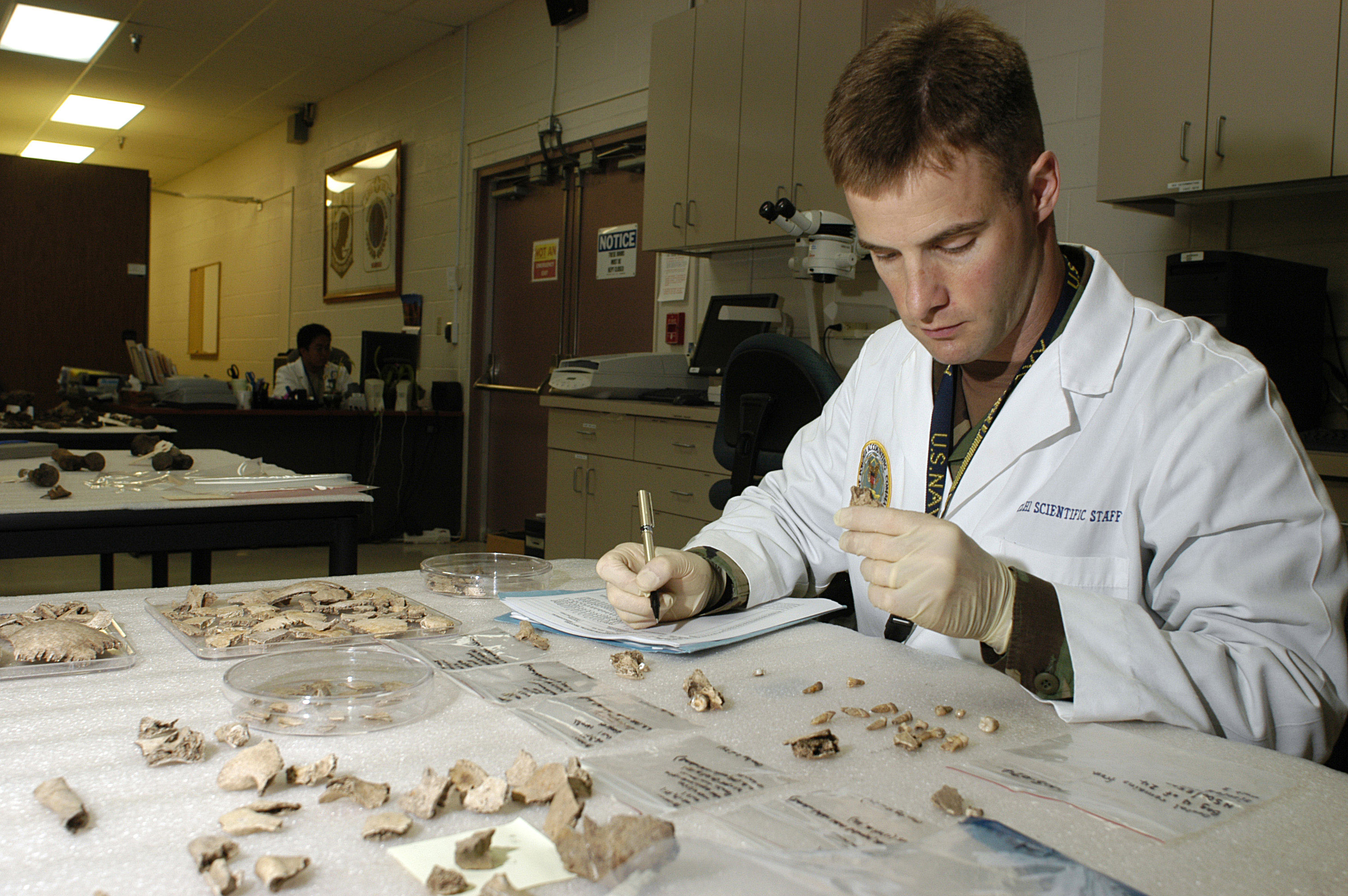
Odontologia forense

L'Odontologia forense és l'aplicació dels coneixements odontològics amb fins d'identificació i té utilitat en els camps dret Laboral, Civil i Penal. És la branca de l'odontologia que tracta el maneig i l'examen adequat de l'evidència dental i de la valoració i la presentació de les troballes dentals, que puguin tenir interès per part de la justícia. L'odontologia forense és molt important i abasta temes rellevants per a les investigacions judicials com ara: dictàmens d'edat, recol·lecció d'evidència odontològica en delictes sexuals, maltractament infantil o responsabilitat professional, entre d'altres.
També presenta gran utilitat per:
- Indicar de qui és el cadàver que s'ha trobat.
- Determinar si la causa de la mort té com a origen algun acte delictiu.
- Conèixer a la víctima i també al possible o probable victimari.
- Lliurar el cos als familiars.
- Tràmits de documents d'identitat en persones abandonades, o el tràmit d'adopció de menors gràcies al fet que està en capacitat d'emetre un dictamen d'edat.
- A la tipificació del delicte de lesió personal en determinar la naturalesa d'aquesta.
- Col·laborar en la detecció de la Síndrome de Nen Maltractat, ja que en la gran majoria dels casos es troben lesions en la cavitat oral i teixits peribucals.
- Ajudar en la detecció de delicte sexual i casos de responsabilitat professional.